# 下德布尼克

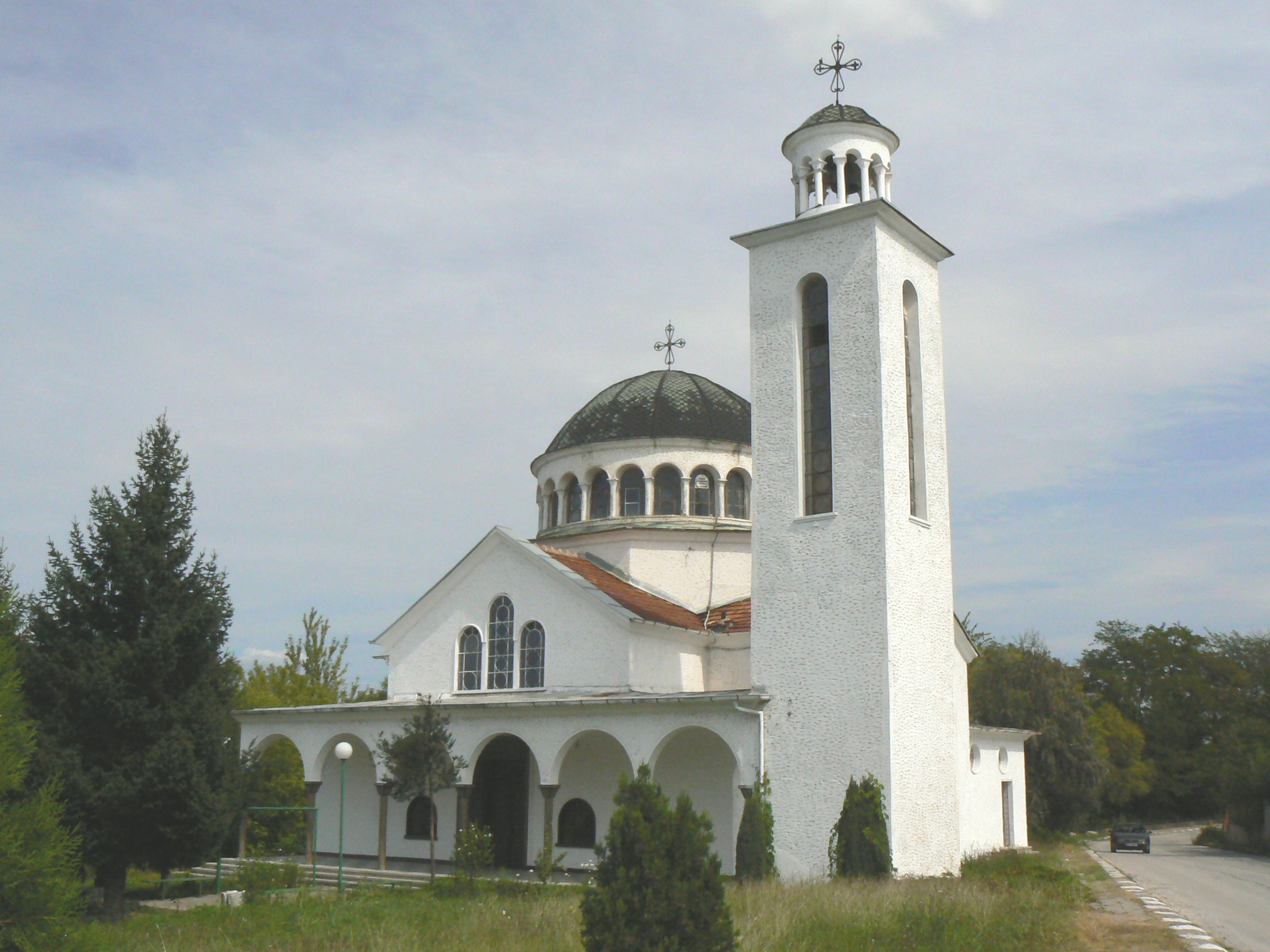

下德布尼克是保加利亞的城鎮，位於該國北部，距離首府普列文17公里，由普列文州負責管轄，海拔高度110米，受大陸性氣候影響，2009年人口4,761，居民主要信奉東正教。

## 外部連結
- Dolni Dabnik municipality at Domino.bg （保加利亚文） （英文）
- Dolni Dabnik Professional High School of Agriculture website （保加利亚文）